# Norman Ackermann

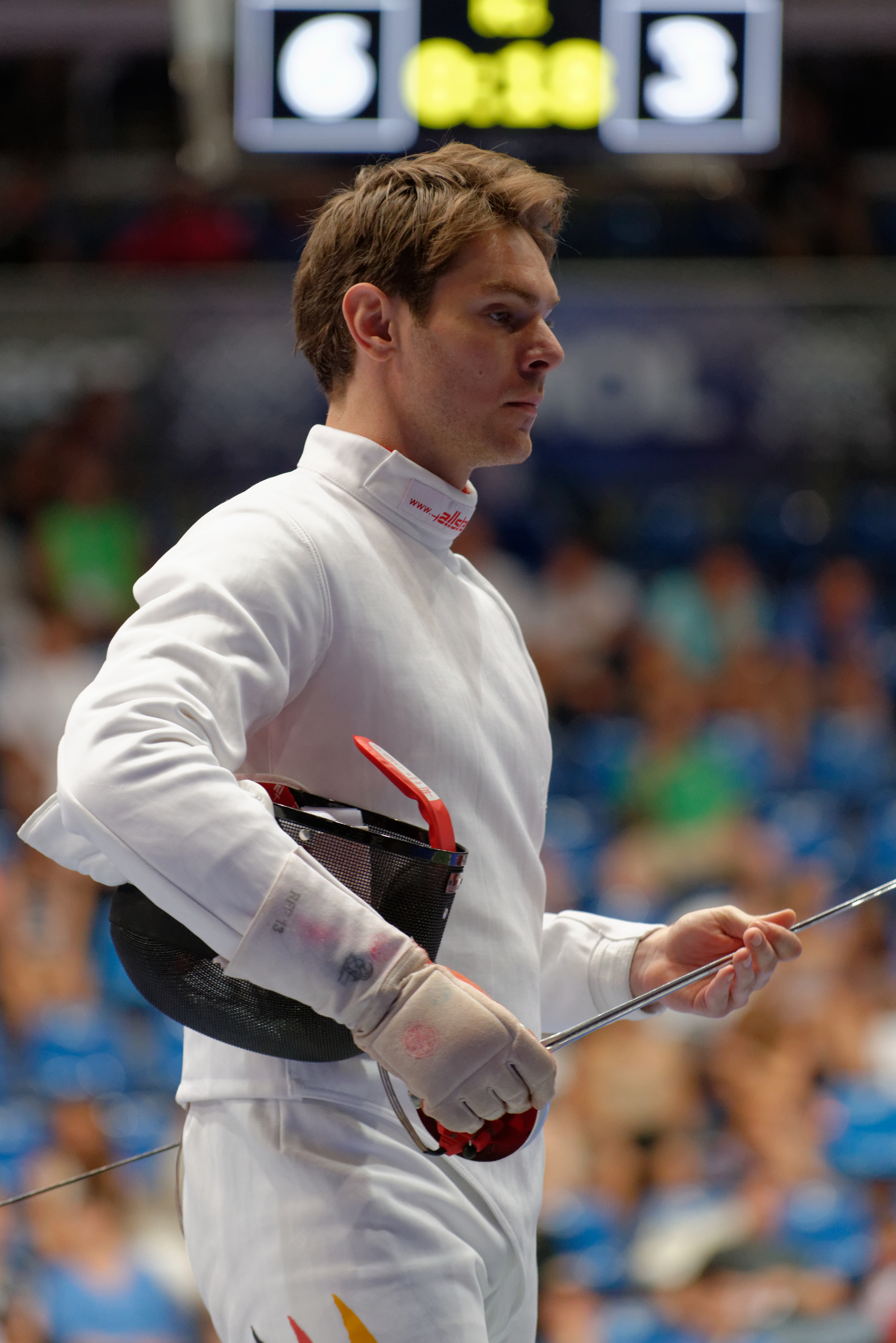
Bei den Fechtweltmeisterschaften 2013 in Budapest

Norman Ackermann (* 13. August 1983 in Oldenburg in Oldenburg) ist ein deutscher Degenfechter.

## Leben
Norman Ackermann wurde in Oldenburg geboren und begann seine Karriere im Fechtclub zu Oldenburg. Im Alter von 14 Jahren wechselte er zum Fecht-Club Tauberbischofsheim und besuchte dort das Sportinternat. Nach dem Abitur 2004 am Wirtschaftsgymnasium der Kaufmännischen Schule Tauberbischofsheim absolvierte er das Jurastudium an der Julius-Maximilians-Universität Würzburg. Das Referendariat absolvierte er anschließend am Oberlandesgericht Frankfurt am Main. Neben seiner beruflichen Laufbahn hat er einen Master of Business Administration (MBA) an der WHU – Otto Beisheim School of Management abgeschlossen.

## Erfolge

### Internationale Einzelerfolge
Norman Ackermann gewann 1999 die Bronzemedaille bei den Kadetten-Weltmeisterschaften in Keszthely im Degen-Einzel. Ein Jahr später gewann er die Goldmedaille bei den Kadetten-Weltmeisterschaften 2000 in South Bend im Degen-Einzel. Im selben Jahr gewann er auch den Gesamtweltcup. Im Jahr 2001 gewann er mit der Mannschaft die Bronzemedaille bei den Junioren-Weltmeisterschaften in Danzig. Im Jahr 2003 gewann er bei den Junioren-Europameisterschaften die Bronzemedaille in Conegliano im Degen-Einzel. Im gleichen Jahr gewann er bei den Junioren-Weltmeisterschaften in Trapani die Bronzemedaille im Degen-Einzel.
2008 wurde er bei den Europameisterschaften in Kiew Fünfter.
Bei Weltcup und Grand Prix-Turnieren hat er mehrere Siege und Medaillen gewinnen können.

### Internationale Mannschaftserfolge
Bei den Junioren-Weltmeisterschaften gewann Norman Ackermann mit der Mannschaft 2001 die Bronzemedaille in Danzig. Im Jahr 2002 wurde er Vizeweltmeister in Antalya. 2003 gewann er eine weitere Bronzemedaille in Trapani.
Bei den Weltmeisterschaften in Havanna im Jahr 2003 wurde er Vizeweltmeister mit der Mannschaft. Bei den Olympischen Spielen 2004 in Athen erfocht die Degen-Mannschaft mit ihm als Ersatzfechter Bronze.

### Erfolge bei Deutsche Meisterschaften
Bei den Deutschen Meisterschaften der Kadetten und Junioren gewann Norman Ackermann insgesamt 10 Medaillen. Davon je zwei Mal Gold im Einzel und mit der Mannschaft.
Bei den Herren gewann er u. a. 2002, 2003, 2007, 2009 und
2012 jeweils Gold mit der Mannschaft. Insgesamt gewann er 15 Medaillen im Einzel und mit der Mannschaft.